# E-Serie

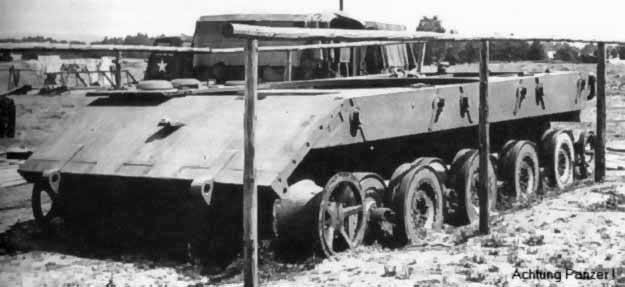
Het chassis van de nooit voltooide E-100

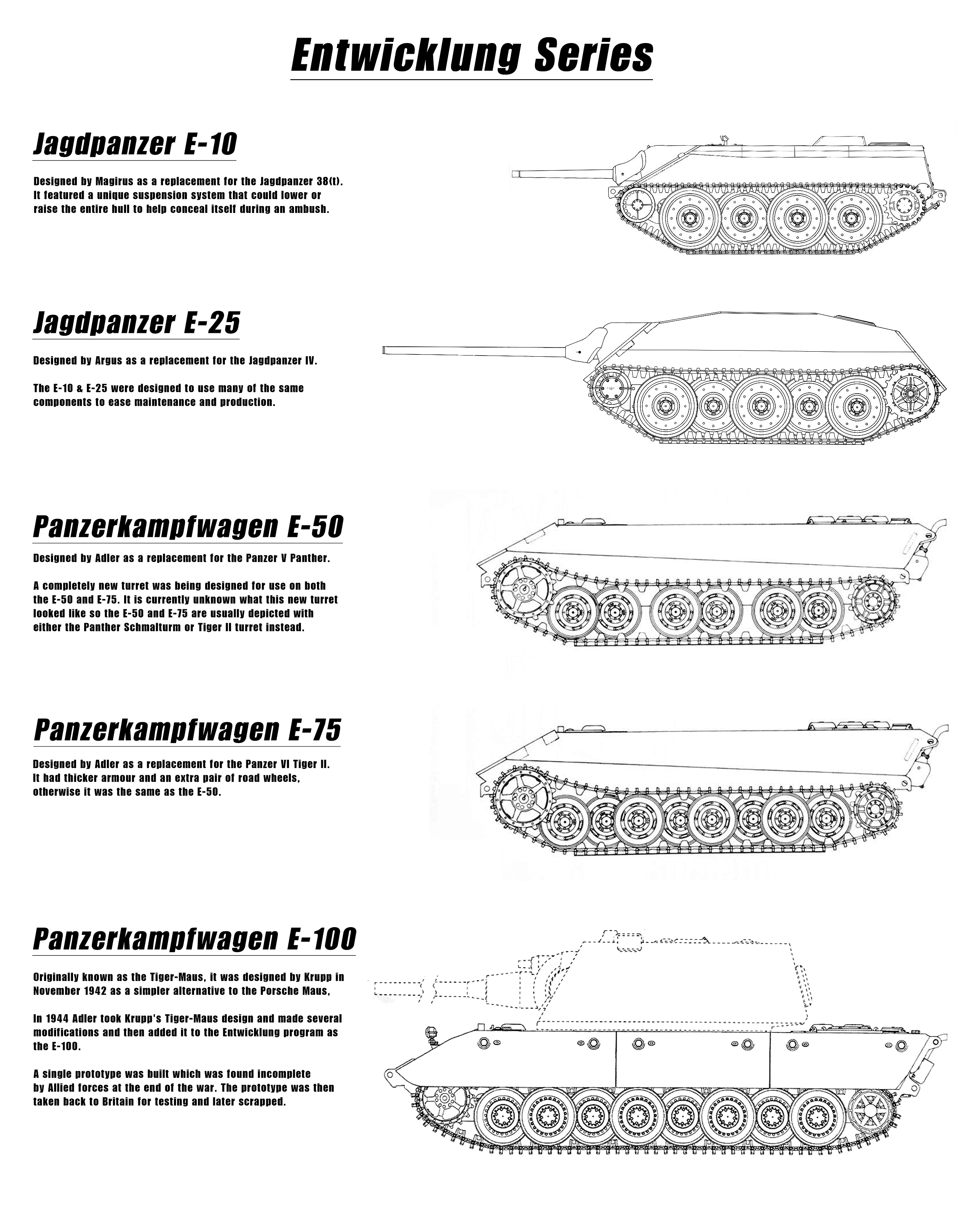
lijst van alle voertuigen uit de E-serie (Engels)

De E-Serie (Entwicklung-Serie) werd in de Tweede Wereldoorlog opgezet om alle Duitse tanks te vervangen door vijf basisontwerpen met verschillende configuraties. Dit zou de productie moeten verhogen en het onderhoud moeten verlagen van de pantservoertuigen. Er werden enkele prototypen voor de serie gebouwd door verschillende bedrijven.

## Ontwikkeling
De Duitsers kwamen er al aan het begin van de oorlog achter dat de productie van pantservoertuigen niet alleen goedkoper, maar ook efficiënter moest, waardoor er meer geproduceerd zou kunnen worden. De E-serie werd in mei 1942 uitgedacht door Dipl.-Ing. Heinrich Ernst Kniepkamp, hoofdingenieur van Waffenprüfamt 5. Elf maanden later, in april 1943 werd zijn idee goedgekeurd door het Heereswaffenamt.
Verschillende bedrijven werkten mee aan de planning en ontwikkeling van het project. De serie was bedoeld om vanaf 1945 alle tanks te vervangen. Alle zes de basisontwerpen van de E-serie zouden bestaan uit gestandaardiseerde onderdelen, waardoor de productie goedkoper en efficiënter zou worden en het zou het onderhoud vergemakkelijken.
In totaal waren er vijf verschillende gewichtsklassen. Het getal in de namen hiervan geeft het gewicht aan. In het najaar van 1944 beval Hitler om verdere ontwikkeling voort te zetten, maar andere zaken mochten er niet voor wijken. Aan het prototype van de E-100 was tot 1944 echter nog niet veel gewerkt, het enige wat er van was en bleef tot het einde van de oorlog waren het chassis en de romp. Behalve de E-100 bestonden de overige ontwerpen alleen op blauwdrukken. De productie van de verschillende fabrieken was namelijk vooral gericht op productie van Jagdpanzers en Waffenträgers. Dit kwam door de hogere aantallen geallieerde tanks aan de fronten. Hierdoor was er weinig capaciteit om prototypes voor de E-serie te vervaardigen. Het gevolg was dat het streven om vanaf 1945 het Duitse tankwapen te vervangen niet meer realistisch was.

## Voertuigen in het programma
- E-10 Lichte tankjager 10 ton
- E-25 Tankjager 25 ton
- E-50 Middelzware tank 50 ton
- E-75 Zware tank 75 ton
- E-100 Superzware tank 100 ton

E-10 · E-25 · E-50 · E-75 · E-100